# Sin Rip
Sin Rip (en Hangul:신립, en Hanja:申砬) fue un general coreano que vivió de 1546 a 1592. Participó durante las invasiones japonesas a Corea convocadas por Toyotomi Hideyoshi en contra de las dinastías Joseon y Ming.

## Historia
Sin Rip aprobó los exámenes correspondientes de la Agencia Coreana Militar a la edad de 22 años y ganó fama cuando expulsó a los bárbaros de Nitanggae de las provincias del norte de la península. Sin también fue reconocido debido a su labor protegiendo las fronteras del país en contra de los Yurchen. Durante las invasiones japonesas a Corea fungía como viceministro de guerra y después de la caída de las fortificaciones de Busán a manos del ejército invasor, Sin fue enviado a Chungju con el objetivo de detener el avance enemigo. Sin Rip juntó un ejército de cerca de 8.000 elementos, principalmente de caballería. En Chungju se unió con las fuerzas del gobernador de la provincia Gim Su, pero cuando este último se enteró de que los japoneses se acercaban, huyó con la mayor parte de sus elementos.
Las tropas de Sin se enfrentaron a las del samurái Konishi Yukinaga en un lugar llamado Tangeumdae, donde el fuego de los arcabuces japoneses evitaron que la caballería pudiera siquiera acercarse. Ante la derrota inminente, Sin Rip decidió arrojarse al río donde murió ahogado.